# English Electric Lightning
O English Electric Lightning é um caça supersónico que foi usado durante a Guerra Fria. O seu design, desenvolvimento e produção deveu-se à English Electric, que foi absorvida pela British Aircraft Corporation. Com esta mudança, a aeronave passou a designar-se BAC Lightning. O Lightning era a única aeronave britânica capaz de atingir Mach 2. Foi usado pela Real Força Aérea Saudita e pela Real Força Aérea (RAF), e embora tenha sido o seu principal caça durante mais de duas décadas, nunca atacou outra aeronave.
Alimentado por dois motores turbojet da Rolls-Royce, numa fuselagem inovadora, foi desenvolvido para interceptar (à época) a nova geração de bombardeiros que a União Soviética desenvolvia, como o Tupolev Tu-16, o Tupolev Tu-22 e o Tupolev Tu-95, o que exigia que tivesse uma velocidade de subida superior aos outros caças e um tecto de serviço ainda mais alto; muitos pilotos descreviam a sensação de subir como se estivessem "a bordo de um foguete". Esta performance fez com que o Lightning não tivesse um grande alcance por causa das suas missões especificas, o que fez com que versões posteriores suportassem um aumento na quantidade de combustível que a aeronave conseguia levar. Outros modelos incluíam uma velocidade mais rápida, capacidade de reconhecimento e de ataque terrestre.
Sendo retirada de serviço no final aos anos 80, muitas das aeronaves perduram em museus e exibições.